# Johan-Olav Botn
Johan-Olav Smørdal Botn, född 18 juni 1999 i Stårheim, är en norsk skidskytt.

## Karriär
I januari 2024 tog Botn guld i mixstafett samt silver i både 20 km distans och sprint vid EM i Osrblie.